# Аргумент из природе
Аргумент из природе је логичка грешка која наста је када се природност нечега узима као основа за оцењивање његових особина. У суштини ове грешке је тврдња да је нешто добро, супериорно или позитивно само зато што је "природно", а све што није природно је нужно лоше.
Непостоји ниједан разлог за претпоставку да је нешто што је природно аутоматски добро или чак боље и да је оно што је неприродно аутоматски лоше или горе. Природне ствари могу бити лоше или штетне - примера ради цијанид или кукута - док неприродне ствари могу бити добре и корисне - рецимо, одећа и фрижидер.
Опседнутост природношћу је посебно заступљено у алтернативној медицини.

## Примери
- Хомеопата иде од куће до куће и нуди "лекове", на пример, изузетно "посебну" воду. Непрестано понавља како народ треба да буде опрезан према вештачким лековима као што су антибиотик и друга слична "хемија".

Аргумент из природе је један од главних агруменара алтернативне медицине попут хомеопатије или природне медицине.
- У нашем дувану нема ни трага од вештачких адитива. То што видите, то и добијате: стопроцентни аутентични укус дувана. Потпуно природан дуван и ништа друго.

Реклама једне компаније цигарета. Иако је дуван природан, то не значи да није штетан за здравље.